# Acrometopini
Acrometopini – plemię owadów prostoskrzydłych z rodziny pasikonikowatych i podrodziny długoskrzydlakowych. Rodzajem typowym jest Acrometopa.

## Zasięg występowania
Przedstawiciele tego plemienia występują w Afryce, płd.-wsch. Europie (półwyspy Bałkański i Apeniński) oraz Azji Płd.-Zach..

## Systematyka
Do Acrometopini zaliczanych jest 66 gatunków zgrupowanych w 9 rodzajach:
- Acrometopa
- Altihoratosphaga
- Conchotopoda
- Horatosphaga
- Lamecosoma
- Peronura
- Peronurella
- Prosphaga
- Tenerasphaga